# Зовът на славея
„Зовът на славея“ (на арабски: دعاء الكروان‎‎) е египетски филм от 1959 година, създаден по мотиви от едноименния роман на Таха Хусейн.

## Сюжет
Амна (Фатен Хамама) е млада жена, живееща в затънтено село. Един ден нейния баща става жертва на грабеж и е убит. По настояване на нейния чичо, Габер (Абдел Алим Хатаб) Амна, нейната майка и по-голяма сестра са прокудени от селото. Те отиват в града и си намират работа като прислужници. Амна се установява в дома на кмета, а сестра и Хенади (Захрет Ел- Ола), в дома на един инженер. Дъщерята на кмета, Хадига (Рага Ел- Гедауи) е връстница на Амна и започва да я учи да чете и пише.
Привлечен от красотата на Хенади, инженерът я съблазнява и майката решава да отведе дъщерите си обратно в селото. Пристигайки там, Хенаби е убита от Габер, заради позорното петно, което тя е лепнала на фамилията. Покрусена, Амна се връща в града и разбира, че Хеноби далеч не е единствената, прелъстена от инженера и решава да отмъсти. В това време той вече се среща с Хадига и ѝ предлага брак. Амна обаче разказва всичко на майката на Хадига и сватбата е развалена.
Амна започва работа в дома на инженера като прислужница с явната мисъл за отмъщение. Той се опитва да я съблазни, а Амна се опитва да го отрови, но не и достига смелост. Амна започва да флиртува с него, надявайки се, че неговата привързаност към нея ще улесни осъществяването на плановете и. Инженерът се влюбва истински в Амна, но и тя не остава безразлична към тези чувства. Той и предлага брак, но Амна отказва, разказвайки му за Хенади и истинските си мотиви да е в дома му. Тя решава да си тръгне, но пристигналия Габер се опитва да я застреля. Инженера прикрива с тялото си Амна и загива от куршума, изстрелян от чичо и.

## В ролите
- Фатен Хамама като Амна
- Ахмед Мазхар като инженера
- Амина Ризк като майката на Амна
- Захрат Ел- Ола като Хенади
- Абдел Алим Хатаб като Габер
- Мими Шакиб като Зануба
- Рага Ел- Гедауи като Хадига

## Номинации
- Номинация за Златна мечка от Берлинския кинофестивал през 1960 година.[1]